# Tephrocactus aoracanthus
Tephrocactus aoracanthus ist eine Pflanzenart in der Gattung Tephrocactus aus der Familie der Kakteengewächse (Cactaceae). Das Artepitheton aoracanthus leitet sich von den griechischen Worten aor für ‚Schwert‘ sowie akanthos für ‚Dorn‘ ab und verweist auf die Bedornung der Triebe der Art.

## Beschreibung
Tephrocactus aoracanthus wächst in Gruppen oder wird kurz strauchig und erreicht Wuchshöhen von 30 bis 100 Zentimetern mit einem Durchmesser von 1 bis 3 Metern. Die elliptischen bis eiförmigen Triebsegmente sind bis 5 bis 10 Zentimeter lang und weisen Durchmesser von 4 bis 8 Zentimetern auf. Sie sind mäßig bis stark gehöckert. Pro Triebsegment sind bis etwa 30 Areolen vorhanden. Dornen entspringen meist nur den Areolen in den oberen zwei Dritteln der Segmente. Die 7 bis 8 kräftigen, sehr ungleichen, rötlich braunen bis schwarzen, drehrunden bis leicht kantigen Dornen sind abstehend bis ausgebreitet. Sie sind 2 bis 15 Zentimeter (selten bis 25 Zentimeter) lang. Häufig sind sie verdreht und ineinander verwoben.
Die weißen bis hellrosafarbenen Blüten sind 4 bis 6 Zentimeter lang und erreichen Durchmesser von 5 bis 8 Zentimetern. Ihr Perikarpell ist bis 3 Zentimeter lang und hat Durchmesser von 2 Zentimetern. Am oberen Rand des Perikarpells sind gelegentlich einige bis 1,5 Zentimeter lange Dornen vorhanden. Die kugelförmigen bis eiförmigen, hellbraunen Früchte erreichen Durchmesser von 3 Zentimetern. Sie sind nicht bedornt oder tragen einige wenige Dornen.

## Verbreitung, Systematik und Gefährdung
Tephrocactus aoracanthus ist in Argentinien auf steinigen Ebenen in Höhenlagen von 400 bis 2000 Metern verbreitet.
Die Erstbeschreibung als Opuntia aoracantha erfolgte 1838 durch Charles Lemaire. 1868 stellte er die Art in die Gattung Tephrocactus.
In der Roten Liste gefährdeter Arten der IUCN wird die Art als „Least Concern (LC)“, d. h. als nicht gefährdet geführt. Die Entwicklung der Populationen wird als stabil angesehen.

## Nachweise